# Olympisch Stadion (Bakoe)
Het Olympisch Stadion van Bakoe (Azerbeidzjaans: Bakı Olimpiya Stadionu) is een voetbalstadion in de Azerbeidzjaanse hoofdstad Bakoe. Het Azerbeidzjaans voetbalelftal werkt hier haar thuiswedstrijden af.

## Geschiedenis
Het stadion, met een capaciteit van 69.870 zitplaatsen het grootste sportstadion van Azerbeidzjan, werd gebouwd ter ere van de Europese Spelen 2015. Het stadion was gastlocatie van de openings- en sluitingsceremonie, alsook van de atletiekonderdelen. In 2021 vonden er in het stadion ook drie groepswedstrijden en één kwartfinale van het Europees kampioenschap voetbal plaats.

## Interlands
| Voetbalinterlands              | Voetbalinterlands | Voetbalinterlands          | Voetbalinterlands | Voetbalinterlands           | Voetbalinterlands |
| №                              | Datum             | Wedstrijd                  | Uitslag           | Competitie                  | Toeschouwers      |
| ------------------------------ | ----------------- | -------------------------- | ----------------- | --------------------------- | ----------------- |
| 1                              | 10 oktober 2015   | Azerbeidzjan – Italië      | 1 – 3             | EK 2016 kwalificatie        | 20.000            |
| 2                              | 17 november 2015  | Azerbeidzjan – Moldavië    | 2 – 1             | Vriendschappelijk           | 10.000            |
| 3                              | 8 oktober 2016    | Azerbeidzjan – Noorwegen   | 1 – 0             | WK 2018 kwalificatie        | 35.000            |
| 4                              | 5 oktober 2017    | Azerbeidzjan – Tsjechië    | 1 – 2             | WK 2018 kwalificatie        | 16.200            |
| 5                              | 23 maart 2018     | Azerbeidzjan – Wit-Rusland | 0 – 1             | Vriendschappelijk           | 5.500             |
| 6                              | 29 mei 2018       | Azerbeidzjan – Kirgizië    | 3 – 0             | Vriendschappelijk           |                   |
| 7                              | 7 september 2018  | Azerbeidzjan – Kosovo      | 0 – 0             | UEFA Nations League 2018/19 | 19.500            |
| 8                              | 14 oktober 2018   | Azerbeidzjan – Malta       | 1 – 1             | UEFA Nations League 2018/19 | 16.200            |
| 9                              | 17 november 2018  | Azerbeidzjan – Faeröer     | 2 – 0             | UEFA Nations League 2018/19 | 12.653            |
| 10                             | 5 september 2020  | Azerbeidzjan – Luxemburg   | 1 – 2             | UEFA Nations League 2020/21 | 0                 |
| 11                             | 30 maart 2021     | Azerbeidzjan – Servië      | 1 – 2             | WK 2022 kwalificatie        | 0                 |
| 12                             | 7 september 2021  | Azerbeidzjan − Portugal    | 0 – 3             | WK 2022 kwalificatie        | 20.574            |
| 13                             | 9 oktober 2021    | Azerbeidzjan − Ierland     | 0 – 3             | WK 2022 kwalificatie        | 6.852             |
| 14                             | 11 november 2021  | Azerbeidzjan − Luxemburg   | 1 – 3             | WK 2022 kwalificatie        | 2.986             |
| 15                             | 14 november 2021  | Azerbeidzjan − Qatar       | 2 – 2             | Vriendschappelijk           | 1.537             |
| Bijgewerkt op 15 november 2021 |                   |                            |                   |                             |                   |

## EK-interlands
| № | Datum        | Wedstrijd             | Uitslag | Competitie               | Toeschouwers |
| - | ------------ | --------------------- | ------- | ------------------------ | ------------ |
| 1 | 12 juni 2021 | Wales – Zwitserland   | 1 – 1   | EK 2020 – groepsfase (A) | 8.782        |
| 2 | 16 juni 2021 | Turkije – Wales       | 0 – 2   | EK 2020 – groepsfase (A) | 19.762       |
| 3 | 20 juni 2021 | Zwitserland – Turkije | 3 – 1   | EK 2020 – groepsfase (A) | 17.138       |
| 4 | 3 juli 2021  | Tsjechië – Denemarken | 1 – 2   | EK 2020 – kwartfinale    | 16.306       |